# Africada no sibilante postalveolar sorda
La Africada no sibilante postalveolar sorda es un sonido consonántico usado en algunos idiomas hablados, el símbolo de este fonema es ⟨t̠ɹ̠̊˔⟩ o se puede transcribir como ⟨tɹ̝̊˗⟩.
Este fonema solo se ha registrado en el idioma inglés

## Características
- Su modo de articulación es africado. , lo que significa que se produce primero deteniendo el flujo de aire por completo y luego permitiendo que el aire fluya a través de un canal estrecho en el lugar de la articulación, lo que provoca turbulencia.

- Su punto de articulación es postalveolar , lo que significa que se articula con la punta o la hoja de la lengua detrás de la cresta alveolar.

- Su fonación es sorda, lo que significa que las cuerdas vocales no vibran durante la articulación.

- es una consonante oral , lo que significa que el aire solo puede escapar por la boca.

- Es una consonante central , lo que significa que se produce al dirigir la corriente de aire a lo largo del centro de la lengua, en lugar de hacia los lados.

- El mecanismo de la corriente de aire es pulmonar , lo que significa que se articula empujando el aire únicamente con los músculos intercostales y el diafragma , como en la mayoría de los sonidos.

## Ocurre en
| Idioma | Idioma                   | Palabra | AFI      | Significado | Notas |
| ------ | ------------------------ | ------- | -------- | ----------- | --- |
| Inglés | Australiano              | tree    | [t̠͡ɹ̠̊˔ʷɪi̯] | 'arbol'     | Realización fonética de la secuencia inicial de sílaba acentuada /tr/. En la Pronunciación General Americana y Recibida, la alternativa menos común es alveolar tɹ̝̊. |
| Inglés | Inglés americano general | tree    | [t̠͡ɹ̠̊˔ʷɪi̯] | 'arbol'     | Realización fonética de la secuencia inicial de sílaba acentuada /tr/. En la Pronunciación General Americana y Recibida, la alternativa menos común es alveolar tɹ̝̊. |
| Inglés | Received Pronunciation   | tree    | [t̠͡ɹ̠̊˔ʷɪi̯] | 'arbol'     | Realización fonética de la secuencia inicial de sílaba acentuada /tr/. En la Pronunciación General Americana y Recibida, la alternativa menos común es alveolar tɹ̝̊. |
| Inglés | Puerto talbot            | tree    | [t̠͡ɹ̠̊˔iː]  | 'arbol'     | Realización fonética de la secuencia inicial de sílaba acentuada /tr/. En la Pronunciación General Americana y Recibida, la alternativa menos común es alveolar tɹ̝̊. |